# Tanaostigma glabrum
Tanaostigma glabrum är en stekelart som beskrevs av Lasalle 1987. Tanaostigma glabrum ingår i släktet Tanaostigma och familjen Tanaostigmatidae. Inga underarter finns listade i Catalogue of Life.